# Ervália
Ervália är en kommun i Brasilien.   Den ligger i delstaten Minas Gerais, i den sydöstra delen av landet, 800 km sydost om huvudstaden Brasília. Antalet invånare är 17 958.
Omgivningarna runt Ervália är huvudsakligen savann. Runt Ervália är det ganska glesbefolkat, med 48 invånare per kvadratkilometer.